# École supérieure d’ingénieurs des travaux de la construction de Caen
Die École supérieure d’ingénieurs des travaux de la construction de Caen (ESITC Caen) ist eine französische Ingenieurhochschule, die 1993 gegründet wurde.
Die Schule bildet Ingenieure für die Bauindustrie und mit Unterstützung lokaler Behörden aus.
Die ESITC Caen mit Sitz in Caen ist eine private, staatlich anerkannte Hochschule von allgemeinem Interesse. Die Schule ist Mitglied der Union des grandes écoles indépendantes (UGEI).